# Caluso
Caluso ist eine Gemeinde in der italienischen Metropolitanstadt Turin (TO), Region Piemont.

## Lage und Einwohner
Caluso liegt 37 km nordöstlich von Turin und hat 7334 Einwohner (Stand 31. Dezember 2023). Das Gemeindegebiet umfasst eine Fläche von 39 km². Die Gemeinde ist namensgebend für den in dieser Gegend produzierten Weißwein Erbaluce di Caluso.
Die Nachbargemeinden sind San Giorgio Canavese, Candia Canavese, Barone Canavese, Mazzè, Foglizzo, Montanaro und Chivasso.

## Geschichte

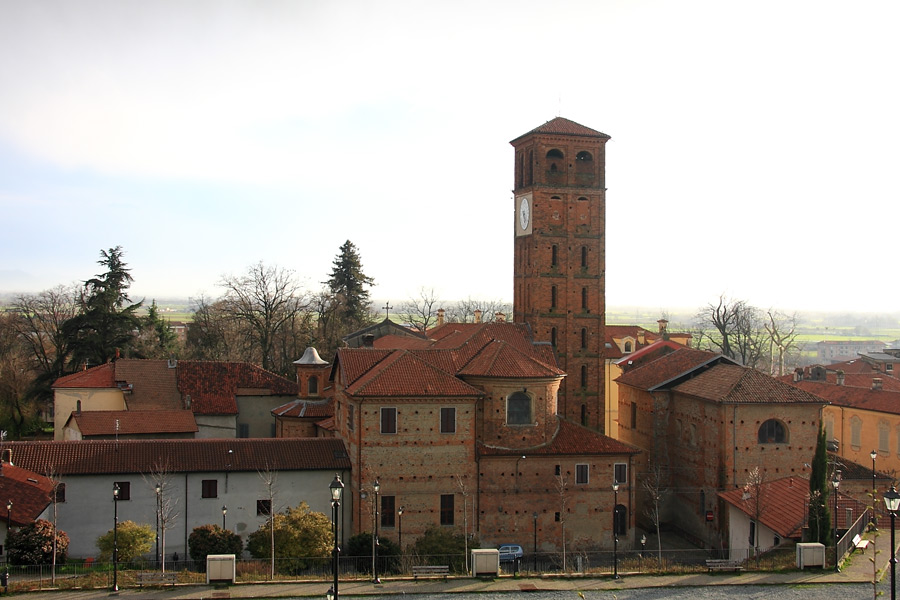
Panorama

Während des Zweiten Weltkriegs, zwischen 1940 und 1943, wurden 22 jüdische Flüchtlinge, darunter drei Kinder, aus Split in Caluso interniert. Nach dem 8. September 1943, mit der deutschen Besatzung, löste sich die Gruppe sofort auf. Einige fanden Zuflucht in der Schweiz, andere blieben in der Gegend oder machten sich auf den Weg nach Süden, um der alliierten Armee entgegenzutreten. Acht Personen wurden im Dezember 1943 in Caluso verhaftet, nach Fossoli gebracht und kamen im Februar 1944 in Auschwitz ums Leben. Den anderen Internierten gelang die Rettung.
Am 7. April 1944 kam es zum Caluso-Massaker, einem Vergeltungsakt von Soldaten des 11. Armee-Milizbataillons gegen antifaschistische Gefangene, bei dem 15 Menschen erschossen wurden.
In der Nähe des Bahnhofs entlang der Bahnstrecke Chivasso–Aosta ereignete sich am 10. Juni 1992 ein schwerer Zugunfall, bei dem sechs Menschen ums Leben kamen.

## Partnergemeinde
- Brissac-Quincé

## Einzelnachweis
1. ↑  Bilancio demografico e popolazione residente per sesso al 31 dicembre 2023. ISTAT. (Bevölkerungsstatistiken des Istituto Nazionale di Statistica, Stand 31. Dezember 2023).